# Обен (кантон)
Обе́н (фр. Aubin) — кантон во Франции, находится в регионе Юг — Пиренеи, департамент Аверон. Входит в состав округа Вильфранш-де-Руэрг.
Код INSEE кантона — 1201. Всего в кантон Обен входят 4 коммуны, из них главной коммуной является Обен.

## Коммуны кантона
| Коммуна | Население, чел. (2006) | Почтовый индекс | Код INSEE |
| ------- | ---------------------- | --------------- | --------- |
| Вивье   | 1 502                  | 12110           | 12305     |
| Крансак | 1 821                  | 12110           | 12083     |
| Обен    | 4 360                  | 12110           | 12013     |
| Фирми   | 2 556                  | 12300           | 12100     |

## Население
Население кантона на 2006 год составляло 9 957 человек.
| 1962   | 1968   | 1975   | 1982   | 1990   | 1999   | 2006  | 2007 |
| ------ | ------ | ------ | ------ | ------ | ------ | ----- | ---- |
| 12 453 | 15 196 | 14 177 | 13 121 | 11 416 | 10 239 | 9 957 | —    |